# 4734 Rameau
För andra betydelser, se Rameau.
4734 Rameau eller 1982 UQ3 är en asteroid i huvudbältet som upptäcktes den 19 oktober 1982 av den tyske astronomen Freimut Börngen vid Tautenburg-observatoriet. Den har fått sitt namn efter den franske tonsättaren Jean-Philippe Rameau.
Asteroiden har en diameter på ungefär 2 kilometer och den tillhör asteroidgruppen Massalia.